# Брызгалин, Сергей Николаевич
Сергей Николаевич Брызгалин (азерб. Sergey Nikolayeviç Brızqalin; 1917, Воронеж — 1977, Москва) — советский азербайджанский рабочий, Герой Социалистического Труда (1966).

## Биография
Родился в 1917 году в семье крестьянина в Воронежской губернии.
Окончил Воронежский государственный университет.
С 1938 года служил в Советской Армии. С 1941 года на фронте.
После демобилизации в 1942 году, начал трудовую деятельность заместителем начальника стройуправления, по 1955 год работал начальником управления промпредприятий треста «Главзападнефтестрой» в городе Баку.
С 1955 года председатель колхоза «1 мая», а с 1964 года по 1970 год директор совхоза «1 мая» Масаллинского района. С 1970 года начальник главного управления Совета Министров Азербайджанской ССР «Азербконсервплодоовощ».
Указом Президиума Верховного Совета СССР от 30 апреля 1966 года за успехи, достигнутые в производства и заготовок овощей Брызгалину Сергею Николаевичц было присвоено звание Героя Социалистического Труда с вручением ордена Ленина и золотой медали «Серп и Молот».
Активно участвовал в общественно-политической жизни страны. Депутат Верховного Совета Азербайджанской ССР с шестого по восьмой созыв. В Верховный Совет 8 созыва избран от Еникендского избирательного округа № 200 Азербайджанской ССР. Член КПСС с 1940 года. Кандидат в члены ЦК КП Азербайджана.
Умер в 1977 году. Похоронен на Ваганьковском кладбище в Москве.